# اشتباكات الصحراء الغربية 2020
اشتباكات الصحراء المغربية 2020 وتسمى أيضًا التدخل العسكري المغربي في الكركرات أو أزمة الكركرات هو نزاع مسلح جرى بين المغرب وجبهة البوليساريو، المدعومة من الجزائر في المنطقة المتنازع عليها من الصحراء المغربية. يعد الصراع أحدث تصعيد في المنطقة بشأن نزاع لم يحل منذ قرار مجلس الأمن التابع للأمم المتحدة رقم 690 الصادر في 6 سبتمبر 1991.
بدأت اشتباكات في 13 نوفمبر 2020 في الكركرات، وهي قرية صغيرة بين الأراضي الخاضعة للسيطرة المغربية والحدود الموريتانية، على طول المنطقة الحدودية التي تسيطر عليها الأمم المتحدة. أفضى تدخل القوات المسلحة الملكية المغربية في المنطقة لإعادة فتح معبر الكركرات المؤدي لموريتانيا المجاورة، وإقامة حزام أمني مغربي من أجل تأمين تدفق السلع والأفراد عبر المنطقة العازلة في الكركرات، صرح الجانب المغربي أن التدخل كان سلميا ودفاعا عن النفس بعيدا عن أي احتكاك بالمدنيين وتحت أنظار مراقبي بعثة الأمم المتحدة، كرد على عرقلة وإقفال جبهة البوليساريو  الإرهابية المعبر لمدة 3 أسابيع وقصفها مواقع بالقرب من المحبس؛ في المقابل اتهمت جبهة البوليساريو التدخل المغربي بأنه انتهاك لوقف إطلاق النار، وحثت الأمم المتحدة على التدخل. معلنة على لسان زعيمها إبراهيم غالي انتهاء اتفاقية وقف إطلاق النار الموقعة سنة 1991، وبداية الحرب. فيما أعلن الجانب المغربي عن عدم وجود أية خسائر بشرية.

## الخلفية
تعد الكركرات قرية صغيرة تقع على الساحل الجنوبي للصحراء الغربية المتنازع عليها، على طول الطريق المؤدي إلى موريتانيا، حوالي 380 كيلومتر (240 ميل) شمال نواكشوط، في منطقة عازلة خاضعة لقوات حفظ السلام التابعة للأمم المتحدة، غالبا ما كانت المنطقة محل توتر بين جبهة البوليساريو المدعومة جزائريًا والمغرب بلغت أشدها منذ أوائل عام 2017. حيث تعتبرها الجبهة ثغرة غير قانونية تُمثل خرقا للاتفاق العسكري رقم 1 ولخطة التسوية، فيما يعتبرها المغرب منطقة حيوية منذ توتر العلاقات مع الجزائر وإغلاق الحدود بينهما عام 1994، حيث أضحت المنطقة المنفذ المغربي البري الوحيد للتجارة مع أفريقيا جنوب الصحراء والقارة الإفريقية.
في 23 سبتمبر 2020، أصدر الأمين العام للأمم المتحدة تقريره السنوي بخصوص الحالة في الصحراء الغربية مشيرا إلى انخفاض ملحوظ في مستوى الامتثال لأحكم الاتفاق العسكري رقم 1 بالنسبة للطرفين، ولا سيما شرق الجدار الرملي حيث ترتكز جبهة البوليساريو. وفي منتصف أكتوبر، زادت حدة التوترات بين الأطراف المتنازعة حث اتهم المغرب جبهة البوليساريو بالتسلل إلى منطقة الكركرات العازلة و«تنفيذ أعمال قطاع الطرق». في 21 أكتوبر، أفاد المتحدث باسم الأمين العام للأمم المتحدة، ستيفان دوجاريك «أفاد زملاؤنا في بعثة الأمم المتحدة في الصحراء الغربية (مينورسو)، اعتبارًا من صباح اليوم، وجود حوالي 50 شخصًا من بينهم رجال ونساء وأطفال، في الشريط العازل في منطقة الكركرات، يمنعون حركة المرور عبر المنطقة. وفقا لذلك، نشرت البعثة موظفين إضافيين هذا الصباح في المنطقة للمساعدة في نزع فتيل أي توتر وفتح حركة المرور.» مضيفا «ونحث جميع الأطراف المعنية على ضبط النفس واتخاذ جميع الخطوات اللازمة لنزع فتيل التوتر نتذكر أنه لا ينبغي إعاقة حركة المرور المدنية والتجارية العادية وأنه لا ينبغي اتخاذ أي إجراء قد يشكل تغييراً في الوضع الراهن للقطاع العازل. وستواصل البعثة رصد الحالة عن كثب.»
في 30 أكتوبر، أعلن مجلس الأمن تجديد ولاية بعثة الأمم المتحدة للاستفتاء في الصحراء الغربية إلى غاية 31 أكتوبر 2021. بالموازاة، ناشد أزيد من 200 سائق شاحنة مغربي السلطات المغربية والموريتانية مساعدتهم على العودة للوطن، بعد غلق معبر الكركرات الحدودي وبقائهم عالقين في الجانب الموريتاني دون مياه أو مؤن أو مأوى أو دواء. فيما تسبب الإغلاق في أزمة تموين في المنتجات الفلاحية بالأسواق الموريتانية وارتفاع للأسعار. في 8 نوفمبر، ذكرت جبهة البوليساريو أن المغرب ينشر عددًا كبيرًا من الشرطة وقوات الأمن بالقرب من الكركرات.، معتبرة أن أي تدخل مغربي في المنطقة، سيعتبر عدواناً صارخاً وتملصاً نهائياً للنظام المغربي من التزاماته بخصوص وقف إطلاق النار سيرد عليه.
في 11 نوفمبر 2020، نشر الجيش الموريتاني قواته العسكرية بهدف تأمين الحدود الشمالية الغربية، تحسبا لأية اشتباكات بين الأطراف إثر استمرار أزمة إغلاق المعبر الحدودي. كما أعلن وزير الشؤون الخارجية والتعاون والموريتانيين في الخارج إسماعيل ولد الشيخ أحمد، إجراءه لاتصال هاتفي مع الأمين العام للأمم المتحدة أنطونيو غوتيريش، عبر من خلال عن قلقه البالغ من الأوضاع المتوترة منذ أيام في معبر الكركرات قرب الحدود الشمالية الغربية لبلاده والتخوف من تفاقم الوضع. في 12 نوفمبر، دعا رئيس الاتحاد الأفريقي ورئيس جنوب أفريقيا سيريل رامافوزا، الأطراف إلى تخفيف التوترات في المنطقة العازلة واستئناف المفاوضات واحترام خطة التسوية الأممية. داعيا الأمين العام للأمم المتحدة إلى تعيين مبعوث خاص إلى الصحراء الغربية على وجه السرعة لمعالجة جميع الأسباب الكامنة وراء التوترات والمساعدة في إيجاد سلام دائم في تلك المنطقة.

## مسار الصراع

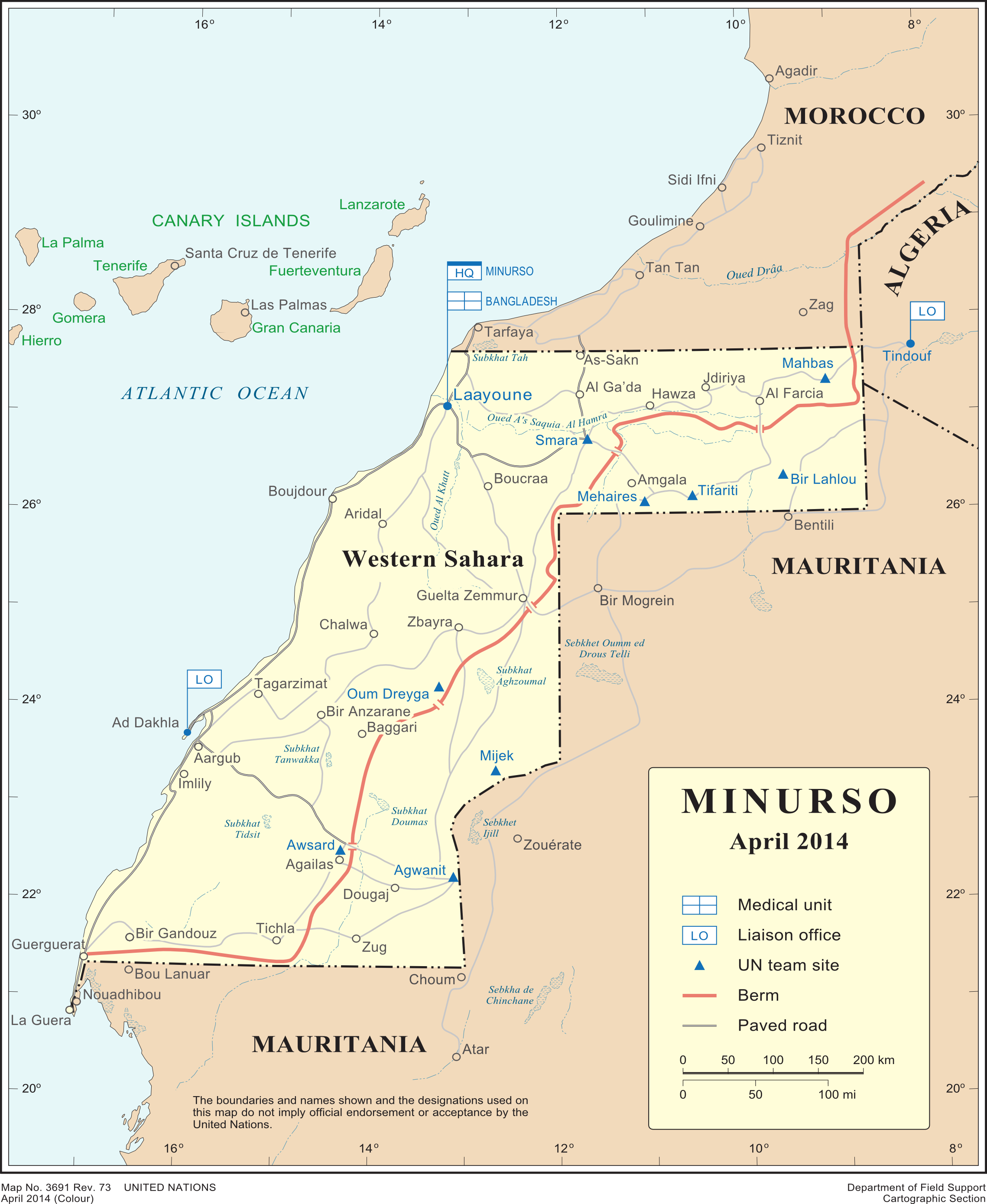
خريطة الأمم المتحدة الرسمية لبعثة مينورسو لحفظ السلام.

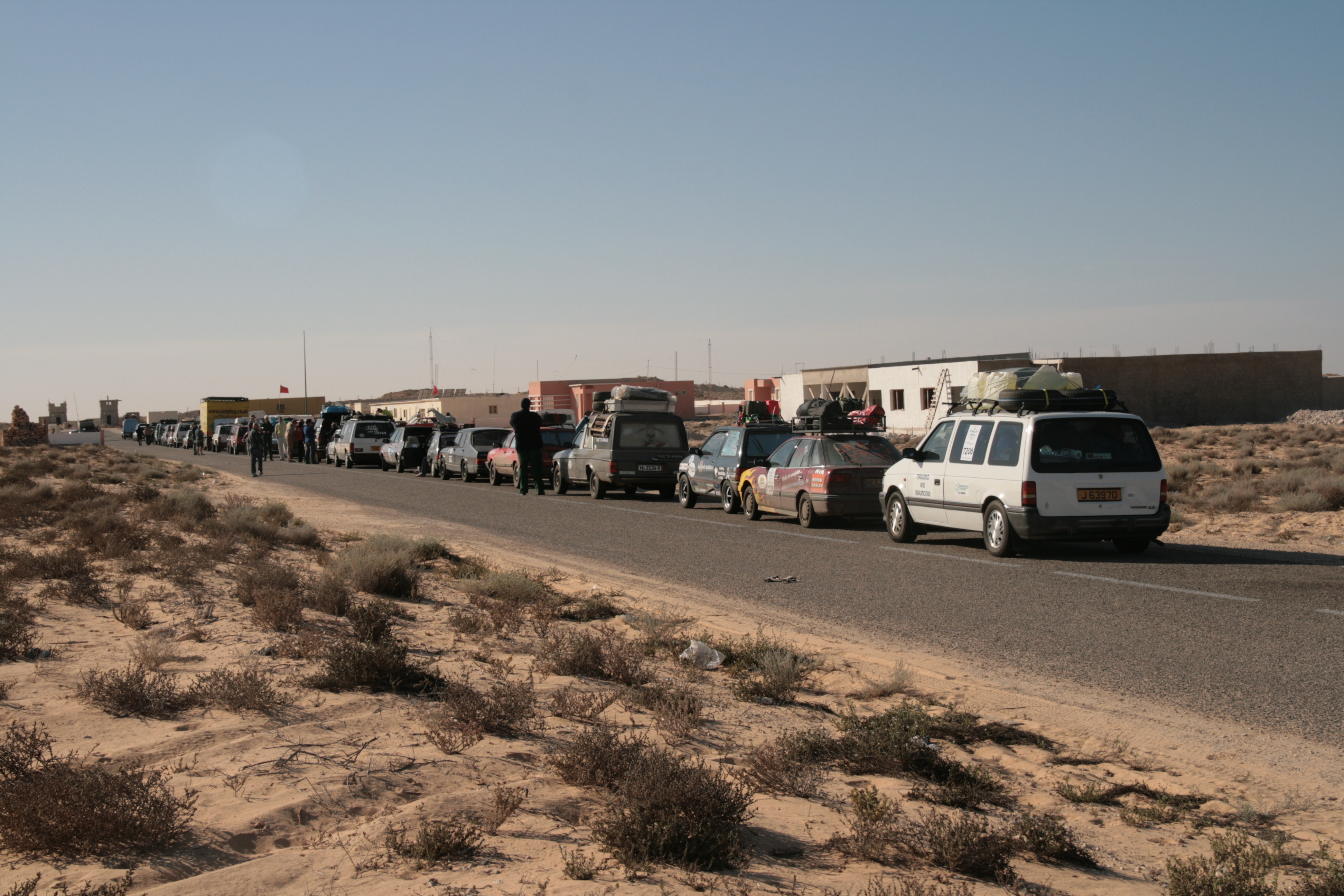
معبر الكركرات الحدودي عام 2007.

- في 13 نوفمبر دخلت القوات المغربية لتأمين معبر الكركرات المار من قرية الكركرات.[42] قالت السلطات المغربية إنها قامت بتدخل من أجل استعادة حرية الحركة المدنية والتجارية في المنطقة. ردًا على ذلك، ذكرت سلطات جبهة البوليساريو أن قواتها كانت تدافع عن النفس، مضيفةً أن وقف إطلاق النار قد انتهى وبدأت الحرب.[26] أعلنت السلطات المغربية أن القوات المسلحة الملكية استخدمت حق الدفاع عن النفس بعد هجوم لجبهة البوليساريو على منطقة المحبس.[43] في نفس اليوم، قالت جبهة البوليساريو أن قواتها أطلقت النار على قواعد مغربية ونقطتي تفتيش على طول الجدار الأمني العازل.[44]

في نفس اليوم أصدر المتحدث باسم الأمين العام للأمم المتحدة أنطونيو غوتيريش ستيفان دوجاريك بيان جاء فيه «في الأيام الأخيرة، شاركت الأمم المتحدة، بما في ذلك الأمين العام، في مبادرات متعددة لتجنب تصعيد الوضع في القطاع العازل في منطقة الكركرات والتحذير من انتهاكات وقف إطلاق النار والعواقب الوخيمة لأي تغييرات في الوضع الراهن. ويأسف الأمين العام لأن هذه الجهود باءت بالفشل، ويعرب عن قلقه البالغ إزاء العواقب المحتملة للتطورات الأخيرة. ويظل الأمين العام ملتزما ببذل قصارى جهده لتلافي انهيار وقف إطلاق النار الساري منذ 6 سبتمبر 1991، وهو مصمم على بذل كل ما في وسعه لإزالة جميع العقبات التي تعترض استئناف العملية السياسية. إن بعثة الأمم المتحدة للاستفتاء في الصحراء الغربية (مينورسو) ملتزمة بمواصلة تنفيذ ولايتها ويدعو الأمين العام الأطراف إلى توفير حرية الحركة الكاملة للبعثة وفقا لولايتها.»
- في 14 نوفمبر، أصدر إبراهيم غالي مرسوما رئاسيا بصفته «رئيس الجمهورية والقائد الأعلى للقوات المسلحة» يقضي بإلغاء وقف إطلاق النار رسميا الموقع سنة 1991 بين المغرب وجبهة البوليساريو، والدخول في حالة حرب جديدة، وفق ما قالته وكالة الأنباء الصحراوية.[46] زعمت جبهة البوليساريو أنها أطلقت هجمات ضد الجيش المغربي في البكاري والمحبس والكركرات، فيما نفى المغرب وقوع خسائر.[47]
- في 15 نوفمبر، أفاد المتحدث باسم الأمين العام للأمم المتحدة، ستيفان دوجاريك، خلال ندوته الصحفية اليومية أن بعثة المينورسو تلقت تقارير من كلا الطرفين عن حوادث إطلاق نار جرت ليلاً في مواقع مختلفة على طول الجدار الرملي. مضيفا مواصلة البعثة مراقبة الوضع عن كثب وحث الأطراف على ممارسة ضبط النفس واتخاذ جميع الخطوات اللازمة لنزع فتيل التوترات.[48]
- في 17 نوفمبر، أفاد المتحدث باسم الأمين العام للأمم المتحدة، ستيفان دوجاريك، أن بعثة المينورسو سجلت تبادلا لإطلاق النار البارحة ليلا في مواقع مختلفة على طول الجدار الرملي. كما صرح المتحدث مواصلة حث الأطراف على اتخاذ جميع التدابير اللازمة لنزع فتيل التوترات. مضيفا أن الأمين العام للأمم المتحدة قد تحدث مع الأطراف.[49][50][51][52]
- في 24 نوفمبر، أفاد المتحدث باسم الأمين العام للأمم المتحدة، ستيفان دوجاريك، خلال إحاطته الصحفية اليومية «أن بعثة المينورسو ما زالت موجودة ومستمرة في مراقبة الوضع في جميع أنحاء الإقليم، بما في ذلك منطقة الكركرات. كما تستمر الأمم المتحدة في تلقي تقارير عن إطلاق نار في أماكن متفرقة على طول الأجزاء الشمالية والشرقية من الجدار الرملي، حيث صرح المتحدث أن هذه الحوادث غالبا ما تحدث ليلا. وأن البعثة تواصل الاتصال بجميع أصحاب المصلحة المعنيين». مضيفا «ولا تزال رسالتنا واضحة - وهي أن الأطراف بحاجة إلى اتخاذ جميع الخطوات اللازمة لنزع فتيل التوترات، وإزالة جميع العقبات أمام استئناف العملية السياسية».[53]
- في 11 ديسمبر، أفاد المتحدث باسم الأمين العام للأمم المتحدة، ستيفان دوجاريك، أن الأمم المتحدة لازالت على اتصال مع بعثة المينورسو في الصحراء الغربية وأن البعثة لم تشهد على الأرض أي نشاط من شأنه أن يثير أي قلق خلال ال24 ساعة الماضية.[54]

## ردود الأفعال

### المنظمات الدولية
- الأمم المتحدة: أعرب الأمين العام للأمم المتحدة أنطونيو غوتيريش عن «قلقه البالغ بشأن العواقب المحتملة للأحداث الأخيرة».[45][55][56][57]

- الاتحاد الأوروبي : صرح الممثل السامي للاتحاد الأوروبي للشؤون الخارجية والسياسة الأمنية جوزيب بوريل على دعم الاتحاد الأوروبي لبعثة المينورسو مشددا على ضرورة الحفاظ على انسيابية حرية التنقل والمبادلات عبر الحدود في منطقة الكركرات لطابعها الاستراتيجي للمنطقة المغاربية والساحل. مؤكدا ضرورة إيجاد حل سياسي لقضية الصحراء الغربية في ظل احترام القرار 2548 المعتمد من طرف مجلس الأمن في 30 أكتوبر 2020.[20][58][59][60][61]
- مفوضية الاتحاد الأفريقي: أعرب رئيس مفوضية الاتحاد الأفريقي موسى فقي محمد «عن قلقه العميق إثر تدهور الأوضاع في الصحراء الغربية، خاصة في منطقة الكركرات العازلة، والتهديدات الخطيرة بخرق وقف إطلاق النار الساري منذ عام 1991.» حاثا الأطراف «على الامتناع عن أي تغيير في الوضع الراهن والعودة إلى طاولة المفاوضات في أقرب وقت ممكن.» من خلال تعيين مبعوثه الشخصي. مؤكدا «استعداد الاتحاد الأفريقي لدعم جهود الأمم المتحدة من أجل حل سياسي عادل مقبول لجميع أطراف هذا الصراع.»[62][63]
- أعلنت كل من  منظمة التعاون الإسلامي؛[64][65] و الاتحاد البرلماني العربي[66] و مجلس التعاون لدول الخليج العربية[67][68][69][70] و منظمة العالم الإسلامي للتربية والعلوم والثقافة الإيسيسكو[71][72] عن تأييدها للإجراءات المتخذة من قبل المغرب لتأمين حرية العبور في منطقة الكركرات العازلة.

- جامعة الدول العربية : نشر الحساب الرسمي لجامعة الدول العربية «صرح مصدر مسؤول بالامانة العامة لجامعة الدول العربية أن السيد أحمد أبوالغيط الأمين بحث في اتصال هاتفي مع السيد ناصر بوريطة وزير خارجية المملكة المغربية مساء ١٩ الجاري الوضع في أعقاب حادث الاعتداء الذي تعرض له معبر الكركارات الحدودي مؤخرا، وأنه استمع الي شرح من الوزير المغربي عن مجمل الوضع. وأضاف المصدر أن الأمين العام أكد أنه يتابع الموقف عن كثب علي أثر هذا الحادث المؤسف، وأنه  أعرب بهذه المناسبة عن أصدق تمنياته للمغرب وللمنطقة بالأمان والاستقرار  وبما يحقق تنمية شعبه وجميع شعوب المنطقة.»[73][74]

### دول مع وقف إطلاق النار / حرية الحركة
- إسبانيا: صرحت وزارة الخارجية الإسبانية في بيانها الرسمي، دعمها لجهود الأمين العام للأمم المتحدة لضمان احترام وقف إطلاق النار، «داعية إلى المسؤولية وضبط النفس» مشددة على «أهمية الاستقرار في هذه المنطقة الاستراتيجية، باعتبارها محورا رئيسيا بين إفريقيا وأوروبا» كما طالبت الأطراف إلى «استئناف الحوار للمضي قدما إلى حل سياسي عادل ودائم ومتبادل» وفقًا للمعايير «التي حددتها قرارات مجلس الأمن التابع للأمم المتحدة مرارًا وتكرارًا».[75][76][77]
- روسيا: حثت وزارة الخارجية الروسية في بيانها الرسمي الجانبين على «التحلي بأقصى درجات ضبط النفس والامتناع عن اتخاذ خطوات يمكن أن تؤدي إلى تفاقم الحالة والامتثال الصارم لاتفاق وقف إطلاق النار». داعية طرفي النزاع - المغرب وجبهة البوليساريو إلى إيجاد حل للنزاع «بالوسائل السياسية حصراً» مطالبة الأمين العام للأمم المتحدة بإرسال مبعوث شخصي جديد بهدف تعزيز السلام وكذلك توسيع مهام بعثة المينورسو لضمان هذا الهدف.[78]
- موريتانيا: طالبت وزارة الخارجية البلد الجانبين إلى «محاولة الحفاظ على اتفاقية وقف إطلاق النار» والسعي إلى «حل توافقي على وجه السرعة وفقًا لآليات الأمم المتحدة».[79]
- الجزائر : نددت الجزائر من خلال بيان وزارة الشؤون الخارجية بما اعتبره «انتهاكات جسيمة لاتفاقيات وقف إطلاق النار» حاثًا على «الوقف الفوري لهذه العمليات العسكرية، التي قد تؤثر نتائجها على استقرار المنطقة بأسرها». كما حث الجانبين على «التحلي بالمسؤولية وضبط النفس والاحترام الكامل للاتفاقية العسكرية الموقعة بينهم وبين الأمم المتحدة، داعيا هذه الأخيرة لأداء مهمتها بنزاهة حسبما تقتضيه الظروف الحالية وتعيين مبعوث جديد للمنطقة».[80][81] كما أصدرت وزارة الدفاع الجزائرية بيان جاء فيه أنه«تم اليوم شحن 60 طنا من مختلف المواد الغذائية والمعدات الطبية على متن طائرتين عسكريتين تابعة للقوات الجوية الجزائرية.. ونقلها لفائدة الشعب الصحراوي» بإشرف الهلال الأحمر الجزائري، وبحضور سفير الجمهورية العربية الصحراوية الديمقراطية بالجزائر، عبد القادر طالب عمر، وممثل المفوضية السامية للاجئين بالجزائر.[82]
- غواتيمالا : أصدرت وزارة العلاقات الخارجية لغواتيمالا بيانا جاء فيه «تتابع حكومة جمهورية غواتيمالا عن كثب تطور الأحداث في مركز الكركرات الحدودي في المملكة المغربية، والتي وقعت منذ 13 نوفمبر 2020، وفي ضوء التوترات في المنطقة والتطور السريع للأحداث، ندعو إلى ضبط النفس واحترام قرارات مجلس الأمن بشأن وقف إطلاق النار وضرورة الامتناع عن أي عمل استفزازي أو من شأنه الإضرار بالمصالح الاقتصادية والتجارية في المنطقة. وفي هذا الصدد ، تؤكد حكومة جمهورية غواتيمالا على ضرورة الحفاظ على الالتزام بالحوار واستئناف عملية التفاوض من أجل المضي قدما نحو وضع سياسي عادل ودائم ومقبول من الطرفين، ووفقاً للمعايير الموضوعة على نحو يعيد التأكيد على قرارات مجلس الأمن التابع للأمم المتحدة، واحترام القانون الدولي، ولا سيما مبادئ سيادة الدول وسلامة أراضيها.»[83]
- مصر: طالبت «الأطراف بضبط النفس واحترام قرارات مجلس الأمن الداعية إلى وقف إطلاق النار والامتناع عن أي عمل استفزازي وأي أعمال قد تضر بالمصالح الاقتصادية والتجارية في المنطقة». وقال المتحدث الرسمي باسم وزارة الخارجية المصرية « بأن مصر تتابع عن كثب تطورات الموقف في منطقة معبر الكركرات الحدودي في المغرب». وتؤكد في هذا الصدد على ضرورة الالتزام بالحوار واستئناف العملية السياسية بهدف الوصول إلى تسوية للأزمة بما يحقق الاستقرار ويصون مصالح كافة الأطراف، ويحترم الاعتبارات الخاصة بالقانون الدولي ولا سيما مبدأ سيادة الدول.[84][85]

- مالي : أصدرت وزارة الخارجية والتعاون الدولي لجمهورية مالي بيانا جاء فيه «تتابع وزارة خارجية جمهورية مالي بقلق آخر تطورات الوضع في الصحراء الغربية، لا سيما في منطقة الكركرات. وبينما حثت وزارة الخارجية والتعاون الدولي لجمهورية مالي الأطراف على استئناف المفاوضات، فإنها ترحب بجهود دول المنطقة والاتحاد الأفريقي والأمين العام للأمم المتحدة الهادفة إلى تشجيع الأطراف على الحفاظ على وقف إطلاق النار المنصوص عليه في الاتفاق العسكري رقم 1 الموقع بين الطرفين والأمم المتحدة في عام 1991. وإزاء هذا الوضع، تحث وزارة الخارجية والتعاون الدولي بجمهورية مالي الأمين العام للأمم المتحدة على الإسراع في عملية تعيين ممثله الشخصي لمتابعة هذا الملف. كما تجدد الوزارة دعمها لجهود الأمين العام للأمم المتحدة للتوصل إلى حل سياسي تفاوضي. عادل ومقبول من جميع الأطراف.»[86]
- البرازيل : أصدرت وزارة الشؤون الخارجية البرازيلية بيانا جاء فيه «تتابع الحكومة البرازيلية بقلق تطور الأحداث في المنطقة العازلة في الصحراء الغربية خلال الأيام الأخيرة. ومن أجل السلام والازدهار في المنطقة، تأمل البرازيل أن يتم ضمان تدفق حركة المرور والتجارة في ممر الكركرات دون عوائق. كما تؤكد تكرار دعمها للعملية الجارية داخل الأمم المتحدة بهدف التوصل إلى حل عادل ومقبول للطرفين لتحديد الوضع النهائي لإقليم الصحراء الغربية، ترفض الحكومة البرازيلية استخدام العنف وتدعو إلى احترام وقف إطلاق النار ساري المفعول منذ عام 1991.»[87][88]
- سويسرا : أكدت وزارة الخارجية الفيدرالية السويسرية من خلال تغريدة لها على حسابها الرسمي على تويتر على أهمية استئناف الحوار بين الأطراف، ودعمها جهود الأمين العام للحفاظ على وقف إطلاق النار الساري منذ عام 1991، داعية إلى الإسراع بتعيين مبعوث شخصي جديد بالمنطقة.[89][90]
- ألمانيا : على خلفية التطورات في الصحراء الغربية دعت برلين أطراف النزاع إلى ضبط النفس. وجاء في بيان الخارجية الألمانية أن «المواجهات العنيفة نهاية الأسبوع شكلت أخطر حادث منذ توقيع اتفاق وقف إطلاق النار في عام 1991» وحثت برلين أطراف النزاع إلى العودة إلى طاولة المفاوضات و«المسار السياسي» بقيادة الأمم المتحدة.[91][92]
- فرنسا : أعربت الخارجية الفرنسية بتتبعها للأحداث الجارجية في معبر الكركرات، معربة عن قلقها إزاء إغلاق نقطة العبور مؤكدة على أهمية حرية حركة البضائع والأشخاص في المنطقة. كما أضافت أنها على علم بالتدابير التي اتخذها المغرب مرحبة بالتزامه بوقف إطلاق النار. ومشددة على ضرورة إعادة إطلاق العملية السياسية في إطار الأمم المتحدة.[93]
- بلغاريا صرحت وزارة الخارجية البلغارية على حسابها الرسمي على تويتر «بخصوص الصحراء الغربية، تدرك بلغاريا أهمية حرية التنقل والتجارة. وتؤكد من جديد دعمها لتسوية سلمية وواقعية وعملية ودائمة في إطار الأمم المتحدة على أساس التوافق». مضيفا أن «استقرار المنطقة له أهمية كبيرة للأمن في الاتحاد الأوروبي».[94]
- كولومبيا : أعربت وزارة الخارجية الكولومبية عن قلقها إزاء الإجراءات التي تم تسجيلها في معبر الكركرات الحدودي داعية إلى السماح بحرية التنقل الحر للأشخاص والبضائع. كما جددت دعمها للجهود المبذولة للتوصل إلى حل سياسي مقبول بشكل متبادل، وفقا لقرارات مجلس الأمن الدولي.[95]
- كندا : صرحت وزارة الخارجية الكندية بمتابعتها عن كثب للتطورات الأخيرة في منطقة الكركرات في الصحراء الغربية. داعية جميع الأطراف إلى ممارسة الهدوء وضبط النفس وإلى احترام اتفاق وقف إطلاق النار لعام 1991. مكررة دعمها لجهود الأمم المتحدة للتوصل إلى حل سلمي تفاوضي في الصحراء الغربية.[96]
- الدنمارك : أيد سفير الدانمارك في المغرب وموريتانيا نيكولاج هاريس على حساب السفارة الرسمي على تويتر بيان الممثل السامي للاتحاد الأوروبي للشؤون الخارجية والسياسة الأمنية جوزيب بوريل بشأن الصحراء الغربية مؤكدا على أهمية احترام اتفاق وقف إطلاق النار والعودة إلى العملية السياسية التي تقودها الأمم المتحدة.[97][98]
- النمسا : رحبت وزارة الخارجية النمساوية عبر تغريدة لها على حسابها الرسمي على تويتر بموقف المغرب الملتزم بوقف إطلاق النار الذي تراقبه المينورسو، مؤكدة دعمها لجهود الأمين العام لمنظمة الأمم المتحدة لتجنب تصعيد التوترات في منطقة الصحراء. داعية الأطراف إلى العودة إلى العملية السياسية تحت رعاية الأمم المتحدة.[99][100]
- هولندا : قال وزير الشؤون الخارجية الهولندي ستيف بلوك إن «تدخلات الجيش المغربي يوم 13 نوفمبر هي رد فعل على إغلاق معبر الكركرات الحدودي». وأكد على ضرورة احترام وقف إطلاق النار، والحفاظ على حرية الحركة والتجارة عبر الحدود في منطقة الكركرات، وكذا العودة إلى العملية السياسية التي ترعاها الأمم المتحدة.[101][102]
- البرتغال : صرحت وزارة الشؤون الخارجية البرتغالية اجراءها لاتصال هاتفي مع المغرب أبلغت من خلاله بالتطورات المتبعة من قبل المملكة للحفاظ على حركة المرور في الكركرات. وثمنت وزارة الخارجية والشرق الأوسط البرتغالية ضبط النفس والتزام المغرب بوقف إطلاق النار والسعي لإيجاد حل سياسي تحت رعاية الأمم المتحدة.[103][104]

### أطراف تدعم المغرب
- السعودية: أصدرت الخارجية السعودية بيانًا جاء فيه: «المملكة تؤيد الإجراءات التي اتخذتها المملكة المغربية لإرساء حرية التنقل المدني والتجاري في المنطقة العازلة للكركرات في الصحراء المغربية»، كما أعربت عن «استنكارها لأي ممارسات تهدد حركة المرور في هذا المعبر الحيوي الرابط بين المغرب وموريتانيا».[105]
- قطر: عبّرت في بيان رسمي «عن قلقها العميق من عرقلة حركة التنقل المدنية والتجارية بمعبر الكاراكات الحدودي» كما عبّرت «عن تأييدها للخطوة التي قامت بها المملكة المغربية الشقيقة بالتحرك لوضع حد لوضعية الانسداد الناجمة عن عرقلة الحركة في المعبر».[106][107]

- الإمارات العربية المتحدة: أكدت على تضامنها مع المغرب في حماية أراضيه، كما دعمت القرار «بوضع حد للتوغل غير القانوني بالمنطقة العازلة للكركرات التي تربط المغرب بموريتانيا بهدف تأمين الانسياب الطبيعي للبضائع والأشخاص بين البلدين الجارين».[108]
- البحرين: أعربت عن تضامنها مع المملكة المغربية «في الدفاع عن سيادتها وحقوقها وسلامة وأمن أراضيها ومواطنيها في منطقة معبر الكركرات المغربية في إطار السيادة المغربية، ووحدة التراب المغربي، ووفقًا للشرعية الدولية»؛ كما أعربت «استنكارها الشديد للأعمال العدائية التي تقوم بها ميليشيات ”البوليساريو“ واستفزازاتها الخطيرة».[109][110]
- الكويت: أيّدت «الإجراءات المغربية لضمان انسياب البضائع والأفراد بشكل طبيعي» بين المغرب وموريتانيا، كما جددت «الموقف الكويتي الداعم لسيادة المغرب ووحدة ترابه».[111]

- اليمن (حكومة عبد ربه منصور): شددت على «حق المملكة المغربية المطلق في الدفاع عن سيادتها وحقوقها وسلامة وأمن مواطنيها»، وأعربت عن دعمها لـ «حل سياسي واقعي ومستدام لقضية الصحراء المغربية، على أساس من التوافق وتطبيقاً لكافة قرارات مجلس الأمن ذات الصلة، وبما يكفل وحدة التراب الوطني للمغرب الشقيق».[112]
- الأردن: أكدت في بيان «وقوف المملكة الكامل مع المملكة المغربية الشقيقة في كل ما تتخذه من خطوات لحماية مصالحها الوطنية ووحدة أراضيها وأمنها» مضيفة «دعمها للخطوات التي أمر بها جلالة الملك محمد السادس لإعادة الأمن في منطقة الكركرات».[113]
- عُمان: أعربت عن تأييدها للمملكة المغربية «فيما اتخذته من إجراءات لحماية أمنها وسيادتها على أراضيها وضمانا لاستمرار حرية التنقل المدني والتجاري في المنطقة العازلة للكركرات».[114]

- تركيا: أكدت الخارجية التركية التزام بلادها بالإجراءات المغربية الهادفة إلى «ضمان حرية تنقل الأشخاص والبضائع في منطقة الكركرات العازلة على الطريق السريع بين المغرب وموريتانيا».[115]
- فلسطين (من خلال سفارتها بالمغرب): نفت مزاعم ما وصفته بأنه بلاغ مشبوه، وأكدت في هذا الصدد على «الموقف الفلسطيني الثابت على وحدة وسلامة وأمن المغرب، ودعم وحدة التراب المغربي ودعم جهود المغرب في هذا الشأن وفق قرارات الجامعة العربية والأمم المتحدة».[116]
- جمهورية إفريقيا الوسطى: دعمت «رد الفعل السلمي للمملكة المغربية بهدف ضمان التدفق السلس للبضائع والأشخاص في منطقة الكركارات»، مضيفة أنه «يجب الحفاظ على أمن واستقرار المنطقة ، وأي انتهاك للاتفاقيات غير مقبول».[117]
- جزر القمر: أكد الاتحاد القمري على «دعمه الكامل للمملكة المغربية التي اتخذت قراراً بالتدخل لإعادة حركة تنقل البضائع والأشخاص عبر المنطقة العازلة الكركرات»، كما عبّر عن «دعمه الكامل للمملكة المغربية في معركتها المشروعة».[118][119]
- جيبوتي: أعربت الخارجية عن «عن استنكارها لأي ممارسات من شأنها أن تهدد حركة المرور في هذا المعبر الحيوي للتجارة بين المملكة المغربية والعمق الأفريقي».[119][120]
- الغابون: صرّح وزير الخارجية باكوم موبيلي بوبيا [الإنجليزية] قائلا: «الأعمال الاستفزازية من طرف البوليساريو، التي هي مصدر التوتر، تُشكل انتهاكات صارخة للاتفاقيات ذات الصلة وقرارات مجلس الأمن التابع للأمم المتحدة، وتعوق بشدة الحركة المدنية والتجارية، وتُضعف وقف إطلاق النار الموقّع».[121][122]

- غينيا الاستوائية: أكّد وزير الخارجية سيميون أيونو [الإسبانية] أنه استقبل بترحاب التدخل المغربي في الكركرات، مؤكدًا أن بلاده «دَعمت، تَدعم، وستَدعم الوحدة الترابية للمغرب».[123][124]

- زامبيا: أشاد بلاغ لوزارة الخارجية بالعملية «السلمية والحاسمة» التي اتخذتها المملكة المغربية لتأمين تدفق البضائع والأشخاص في المنطقة العازلة للكركرات، وجددت دعمها لسيادة المغرب على الصحراء الغربية.[125][126]

- الصومال: أعربت عن وقوفها إلى جانب المملكة المغربية «كافة الإجراءات التي تتخذها لحماية أمنها وسيادتها على أراضيها عند معبر الكركرات العازل على الحدود بينها وبين موريتانيا»، كما دعت إلى «الحفاظ على أمن المواطنين وانسياب الحركة المرورية والتجارية».[127][128][129]

- غامبيا: أعربت عن اعترافها بالوحدة الترابية للمملكة المغربية، معربة عن تأييد «الجهود السلمية التي يبذلها المغرب من أجل التوصل إلى حل دائم للنزاع تحت اشراف الأمم المتحدة، كما هو منصوص عليه بشكل صريح في قرارات مجلس الأمن».[130]
- ساو تومي وبرينسيب: أعربت عن تضامنها مع المملكة المغربية، واصفة إعاقة حركة الأشخاص والبضائع بأنها «عمل إجرامي».[131][132]
- غينيا بيساو: أعربت وزيرة الخارجية سوزي باربوسا [الإنجليزية] عن دعمها لمغربية الصحراء، مضيفة: «نحتفظ بنفس الموقف الداعم للمغرب بشأن قضية الصحراء منذ السنوات الخمس الماضية».[133][بحاجة لمصدر مستقل]
- ليبيريا: جاء في بيان الخارجية أن الحكومة تتمسك «بموقفها الثابت الداعم لوحدة أراضي وسيادة المملكة المغربية».[134]

- هايتي: أفادت الخارجية بأنها «تتابع باهتمام بالغ الوضعية السائدة في الكركرات جنوب المغرب، على حدوده مع موريتانيا كما تدعم المملكة المغربية بشأن وحدتها الترابية وسيادتها على الصحراء المغربية».[135][136][137]
- تشاد: أفادت الخارجية بأنها تابعت «بقلق بالغ تطور الوضع في المنطقة العازلة بالكركرات، في أعقاب الاقتحام الذي قامت به جبهة البوليساريو معرقلة بذلك حركة البضائع والأشخاص هناك، على الرغم من وقف إطلاق النار الذي تم إقراره برعاية الأمم المتحدة منذ حوالي 30 عامًا»، كما أشادت ودعمت التزام المغرب بوقف إطلاق النار.[138]
- جمهورية الكونغو الديمقراطية: أدان الرئيس فيليكس تشيسكيدي الوضع «غير المقبول» الذي ساد منطقة الكركرات إثر «الاختراق غير الشرعي لمليشيات البوليساريو»، مؤكدًا على بذل قصارى الجهود «لمعالجة الوضع بشكل سريع ونهائي مع احترام وضع هذه المنطقة العازلة وحرية التنقل والحفاظ على كرامة المغاربة».[139][140]
- الرأس الأخضر: صرّح وزير الخارجية لويس فيليبي تفاريس [الإنجليزية] بأن بلاده «تدين جميع الأعمال المتهورة التي تمس بالعملية السياسية التي تتم تحت رعاية الأمين العام للأمم المتحدة، بهدف ايجاد حل سياسي لقضية الصحراء، وتنوّه بتشبث المغرب باحترام اتفاق وقف إطلاق النار».[141]
- ساحل العاج: أشاد الحسن واتارا بالتزام المغرب بضبط النفس، كما أدان في هذا الصدد «الموقف الأحادي لجبهة البوليساريو الذي من شأنه أن يقوض بشكل دائم المسلسل السياسي».[142]
- بوركينا فاسو: جاء في بيان للخارجية أن «بوركينا فاسو تتابع باهتمام خاص العمليات والأفعال التي قامت بها ميليشيات البوليساريو في المنطقة العازلة بالكركرات، من خلال عرقلة حركة الأفراد والسلع، ما من شأنه إضعاف وقف إطلاق النار الموقّع مع المملكة المغربية»، كما جدد البيان «دعم الوحدة الترابية للمملكة الشريفة والتضامن مع الشعب المغربي».[143][144]
- غيانا: بعد الاشتباكات الأخيرة أعلنت غيانا سحب اعترافها بالجمهورية العربية الصحراوية الديمقراطية المعلنة من قبل جبهة البوليساريو.[145][146][147]
- السنغال: عبّر عن دعمه للمغرب في رسالة بعثها الرئيس السنغالي ماكي سال إلى الملك محمد السادس وجاء فيها «وانطلاقا من روح الموقف التقليدي للسنغال من هذه القضية، تجدد السنغال دعمها للمملكة المغربية في الدفاع عن حقوقها المشروعة.»[148]

- تشيلي: صرح رئيس مجلس النواب المغربي حبيب المالكي عن توصله برسالة تضامن من رئيس مجلس النواب الشيلي دييغو بولسن كير وعدد من الرؤساء السابقين ونواب بالبرلمان الشيلي إثر الأحداث الأخيرة التي حصلت في معبر الكركرات.[149][150]
- الولايات المتحدة: قام الرئيس الأمريكي دونالد ترامب بتوقيع إعلان يعترف بسيادة المغرب على الصحراء الغربية. وصرح قائلا «اقتراح المغرب الجاد والواقعي للحكم الذاتي هو الأساس الوحيد لحل عادل ودائم لتحقيق السلام الدائم والازدهار!» مضيفا «لقد اعترف المغرب بالولايات المتحدة عام 1777. ومن ثم فمن المناسب أن نعترف بسيادتهم على الصحراء الغربية».[151][152]

- محليا: في 13 نوفمبر، أعلن حزب العدالة والتنمية المغربي الحاكم[153][154] وحزب الأصالة والمعاصرة وحزب التقدم والاشتراكية وحزب الحركة الشعبية وحزب الاستقلال، عن كامل دعمهم للقوات المسلحة الملكية المغربية أثناء النزاع وضد أعداء وحدة المغرب الترابية.[155] وفي اليوم التالي، أصدر مجلس النواب المغربي بيانًا أكد فيه أن التدخل العسكري كان مشروعًا.[156] في 15 نوفمبر، انضم حزب فدرالية اليسار الديمقراطي للأحزاب المؤيدة للتدخل العسكري[157]

- في 16 نوفمبر، صرح ملك المغرب محمد السادس، أن المغرب سيتخذ التدابير اللازمة «للحفاظ على النظام وحماية السلامة وانسيابية حركة الركاب والحركة التجارية في المنطقة الحدودية بين المغرب وموريتانيا»، مضيفًا أن الأمم المتحدة فشلت في «محاولاتها الجديرة بالثناء لإنهاء الأعمال غير المقبولة التي تقوم بها البوليساريو».[158] كما ذكر رئيس الوزراء المغربي، سعد الدين العثماني، أن العملية التي قادتها القوات المغربية كانت بمثابة تغيير استراتيجي لفتح الطريق في الحدود الموريتانية.[159]

### أطراف تدعم جبهة البوليساريو
- الجزائر : نددت الجزائر من خلال بيان وزارة الشؤون الخارجية بما اعتبره «انتهاكات جسيمة لاتفاقيات وقف إطلاق النار» حاثًا على «الوقف الفوري لهذه العمليات العسكرية، التي قد تؤثر نتائجها على استقرار المنطقة بأسرها». كما حث الجانبين على «التحلي بالمسؤولية وضبط النفس والاحترام الكامل للاتفاقية العسكرية الموقعة بينهم وبين الأمم المتحدة، داعيا هذه الأخيرة لأداء مهمتها بنزاهة حسبما تقتضيه الظروف الحالية وتعيين مبعوث جديد للمنطقة».[80][81] كما أصدرت وزارة الدفاع الجزائرية بيان جاء فيه أنه«تم اليوم شحن 60 طنا من مختلف المواد الغذائية والمعدات الطبية على متن طائرتين عسكريتين تابعة للقوات الجوية الجزائرية.. ونقلها لفائدة الشعب الصحراوي» بإشرف الهلال الأحمر الجزائري، وبحضور سفير الجمهورية العربية الصحراوية الديمقراطية بالجزائر، عبد القادر طالب عمر، وممثل المفوضية السامية للاجئين بالجزائر.[82]
- فنزويلا: أعرب وزير خارجية فنزويلا خورخي أريازا [الإنجليزية] من خلال حسابه الرسمي على تويتر يوم السبت 14 نوفمبر 2020، عن قلق بلاده إزاء الوضع المتوتر بين الطرفين، داعيًا إلى حل سريع للصراع، وتعيين مبعوث خاص جديد للتوسط بين المملكة المغربية والجمهورية العربية الصحراوية الديمقراطية، مكررًا دعم بلاده لحق تقرير المصير.[160][161][162]
- جزر البليار: أعربت رئيسة حكومة البليار الاسبانية المتمتعة بالحكم الذاتي، فرانشينا أرمينغول، عن قلقها إزاء الصراع في الصحراء الغربية، مضيفة أن الوضع الذي بدأ منذ 6 نوفمبر نتيجة تحركات الجيش المغربي في منطقة الكركرات مقلق للغاية. فيما حثت بمعية مجلس حكومتها الأمم المتحدة على استئناف عملية التفاوض في الصحراء لتحقيق السلام وفق حل سياسي عادل ومقبول بشكل متبادل.[163][164]
- في 15 نوفمبر، دعا الأمين العام لحزب بوديموس الإسباني بابلو إغليسياس توريون، على حسابه الشخصي على تويتر بضرورة الالتزام بقرار مجلس الأمن الدولي رقم 973 (1995) الداعي إلى إجراء استفتاء حر ونزيه على تقرير المصير لشعب الصحراء الغربية.[165]
- كوبا.[166][167][بحاجة لمصدر مستقل]
- ناميبيا.[168][169][170][171]
- نيكاراغوا.[172][بحاجة لمصدر مستقل]
- جنوب إفريقيا.[173][بحاجة لمصدر مستقل]
- تيمور الشرقية.[174][بحاجة لمصدر مستقل]

### مواقف جدلية
- في 12 نوفمبر، نشرت وكالة الأنباء الصحراوية التابعة لجبهة البوليساريو بيانا على لسان منظمة الشبيبة الفلسطينية فرع الجزائر تدين من خلاله الانحياز الغير مسؤول للأمم المتحدة في الصحراء الغربية والموقف المغربي[175] في 14 نوفمبر، خرج المكتب الإعلامي للجبهة الشعبية لتحرير فلسطين التابع لمنظمة الشبيبة الفلسطينية المركزي في لبنان ببيان نفى من خلاله جل التصريحات التي نقلت على لسانه قائلا «صدر بيان باِسم منظمة الشبية الفلسطينية في الجزائر حول الأحداث الجارية في الصحراء الغربية. يهمنا في منظمة الشبيبة الفلسطينية- السكرتاريا العامة أن نؤكد بأنه لا يحق لأحد إصدار بيانات باِسم منظمة الشبيبة الفلسطينية، وبالتالي فإن البيان الذي صدر لسنا معنيين به كمنظمة شبيبة فلسطينية مركزية.»[176] في نفس اليوم، أصدرت سفارة فلسطين في الرباط في المغرب بيانا في موقعها الرسمي على فايسبوك تضمن «تم تداول خلال الساعات الماضية بيان باسم منظمة الشبيبة الفلسطينية تضمن مواقف مخالفة للموقف الرسمي للقيادة الفلسطينية في منظمة التحرير والسلطة والممثلة لموقف الشعب الفلسطيني، وعليه نود توضيح ما يلي : 1 - أن هذا البيان لم يصدر عن أي جهة رسمية فلسطينية، والبيان يتضمن مغالطات لا تمثل الموقف الرسمي الفلسطيني. 2 - الموقف الفلسطيني يستقى من المرجعيات الرسمية الفلسطينية الممثلة بمنظمة التحرير والسلطة الوطنية. 3 - تأكيد الموقف الفلسطيني الثابت على وحدة وسلامة وأمن المغرب، ودعم وحدته الترابية، ودعم جهود المغرب في هذا الشأن وفق قرارات الجامعة العربية والأمم المتحدة(...)»[177][178][179] في 15 نوفمبر، نشرت صحيفة الوسط الجزائرية على لسان السفير الفلسطيني في الجزائر مقالا بعنوان «السفير الفلسطيني أمين مقبول في حوار الوسط نتبرأ من بيان المغرب»[180] مباشرة في يوم الإثنين 16 نوفمبر أصدرت السفارة الفلسطينية في الجزائر بيانا تنفي من خلاله التصريحات المنسوبة إلى سفيرها في الجزائر، حيث صرح البيان «"فوجئت بنشر عنوان في صحفية الوسط الجزائرية يقول إن سفير فلسطين بالجزائر يتبرأ من تصريحات سفير فلسطين في المغرب الأمر الذي لم يحصل، وما ذكره السفير هو الالتزام بقرارات الأمم المتحدة لإيجاد حل سياسي متوافق عليه، آملين أن تحل مشكلة الصحراء بين الإخوة في سلام وهدوء، متمنين للشعب الجزائري والشعب المغربي كل التقدم والازهار وتصريحات السفير مسجلة بشريط فيديو وواضحة.»[181][182][183][184][185][186] وقد تسببت بيانات السفراء في ضجة إعلامية في المغرب والجزائر؛[187][188][189][190][191] في مساء نفس اليوم، أصدرت وزارة الخارجية والمغتربين الفلسطينية بيانا رسميا توضيحيا على حسابها بموقع التواصل الاجتماعي فيسبوك وموقعها الرسمي جاء فيه «دولة فلسطين لا تتدخل بشؤون الدول العربية الشقيقة في ضوء ما تناقلته بعض وسائل الإعلام من تصريحات نسبت إلى سفيري دولة فلسطين لدى كل من المملكة المغربية الشقيقة، ولدى الجمهورية الجزائرية الديمقراطية الشعبية الشقيقة، فإن دولة فلسطين تؤكد على موقفها التقليدي والثابت، بانها لا تتدخل في الشؤون الداخلية للدول العربية الشقيقة، وأن أية تصريحات بخلاف ذلك لا تمثلها».[185][190][192][193]

### التحركات الشعبية
- في 15 نوفمبر، نظمت مجموعة من الصحراويين مسيرة أمام القنصلية المغربية في فالنسيا بإسبانيا. وأقدم المتظاهرون على نزع علم المغرب من القنصلية، ورفعوا علم الجمهورية العربية الصحراوية الديمقراطية فوق المبنى.[194][195] في ما بعد، أدانت الحكومة الإسبانية[196] وكذا المغرب[197] هذه الأعمال.[198]

## التحليل
وبحسب المحلل البرتغالي لمجموعة الأزمات الدولية، ريكاردو فابياني، فإن الصراع يمكن أن يكون «نقطة انهيار محتملة قد يكون لها تداعيات كبيرة»، مضيفًا أن الأمم المتحدة كانت مهملة بهدوء تجاه هذه القضية.